# Camillo Berra
Camillo Berra (fl. XX secolo) è stato un traduttore e ispanista italiano.

## Biografia
Fu traduttore dal francese e dallo spagnolo; alla Facoltà di Filosofia dell'Università di Torino aveva seguito le lezioni di Giovanni Vidari e Ugo Scoti Bertinelli, frequentando i corsi insieme ad Antonio Gramsci; la madre di Berra, vedova, dette anche alloggio allo stesso Gramsci per alcuni anni.

## Opere

### Curatele
- Pedro Calderón de la Barca, Teatro, Torino, UTET, 1958 (con Ermanno Caldera)

### Narrativa
- Sinfonia del bosco, Milano, La sorgente, 1943 (con Adriana Moreno)

### Poesia
- Il poema dell'aia, Torino, SEI, 1953 (con Adriana Moreno)

### Traduzioni
- Benito Pérez Galdós, Misericordia, Torino: Cosmopolita, 1929
- Pierre Benoît, Il dimenticato, Torino, Libreria Cosmopolita, 1930
- Pedro Calderón de la Barca, La vita è un sogno; Il principe costante, Torino, UTET, 1931
- Enrique Larreta, La gloria di don Ramiro, Torino, Slavia, 1932
- Pedro Antonio de Alarcón, Un cappello a tre punte, Torino, UTET, 1933
- Armando Palacio Valdés, José, Firenze, Vallecchi, 1934
- José Maria Eça de Queiroz, La città e le montagne, Torino, UTET, 1937
- Leandro Fernández de Moratín, Il "sì" delle ragazze; La santocchia, Torino, UTET, 1940
- Théophile Gautier, Il capitan Fracassa, Torino, Ramella, 1946 (con Adriana Moreno)
- Pierre Augustine Caron de Beaumarchais, La trilogia di Figaro, Torino, UTET, 1947 (anche curatela)
- José Maria Eça de Queiroz, Stranezze di una ragazza bionda e altri racconti, Torino, UTET, 1953
- Émile Zola, La disfatta, Torino, UTET, 1955 (2 voll.; anche curatela)
- Armando Palacio Valdés, Suor San Sulpizio, Torino, UTET, 1960